# Serrat de Sant Miquel (Soriguera)
|  | Aquest article tracta sobre muntanya del Pallars Sobirà. Vegeu-ne altres significats a «Serrat de Sant Miquel». |

El Serrat de Sant Miquel és una serra situada al municipi de Soriguera a la comarca del Pallars Sobirà, amb una elevació màxima de 1.700 metres.